# Gare de Peyrehorade
La gare de Peyrehorade est une gare ferroviaire française de la ligne de Toulouse à Bayonne, située à sur le territoire de la commune de Peyrehorade, dans le département des Landes en région Nouvelle-Aquitaine. 
C'est une gare de la Société nationale des chemins de fer français (SNCF), desservie par des trains régionaux TER Nouvelle-Aquitaine.

## Situation ferroviaire
Établie à 7 mètres d'altitude, la gare de Peyrehorade est située au point kilométrique (PK) 287,827 de la ligne de Toulouse à Bayonne, entre les gares ouvertes aux voyageurs de Puyoô et d'Urt. 

## Histoire
En 2014, selon les estimations de la SNCF, la fréquentation annuelle de la gare était de 18 362 voyageurs.
En 2022, selon les estimations de la SNCF, la fréquentation annuelle de la gare était de 28 211 voyageurs contre 19 160 voyageurs en 2019 et 15 140 en 2018.

## Service des voyageurs

### Accueil
Gare SNCF, elle dispose d'un bâtiment voyageurs, avec guichet, ouvert tous les jours.

### Desserte
Peyrehorade est desservie par des trains TER Nouvelle-Aquitaine.

### Intermodalité
Un parc pour les vélos et un parking pour les véhicules sont aménagés. Elle est desservie par des cars du réseau XL'R (ligne 27).